# Le avventure di Calandrino e Buffalmacco
Le Avventure di Calandrino e Buffalmacco è una miniserie TV in 6 puntate inserite nella TV dei ragazzi iniziate il mercoledì 4 giugno 1975 nella fascia pomeridiana del Programma Nazionale Rai. 
La regia era di Carlo Tuzii mentre la  sceneggiatura era di Piero Pieroni e Carlo Tuzii. Tra gli interpreti troviamo Ninetto Davoli, che aveva avuto la stessa esperienza narrativa nel "Decameron" di Pasolini; poi altri attori come: Antonello Campodifiori, Piero Vida, Maria Monti, Gino Pernice, Nino Bignamini. Scenografia: Giorgio Bartolini. Musiche: Teo Usuelli.